# NGC 973
NGC 973 (również PGC 9795 lub UGC 2048) – galaktyka spiralna (Sb), znajdująca się w gwiazdozbiorze Trójkąta. Odkrył ją Lewis A. Swift 30 października 1885 roku. Należy do galaktyk Seyferta typu 2.